# 鈴木忠治郎
鈴木 忠治郎（すずき ちゅうじろう、1887年（明治20年）5月21日 - 1964年（昭和39年）7月14日）は、大正・昭和期の実業家、発明家。裾野市名誉市民第一号。生涯で470件余の特許を得ており、代表例として1913年（大正2年）の加熱麦圧搾機が挙げられる。全国油糧機器製造協議会会長を務めた。

## 来歴・人物

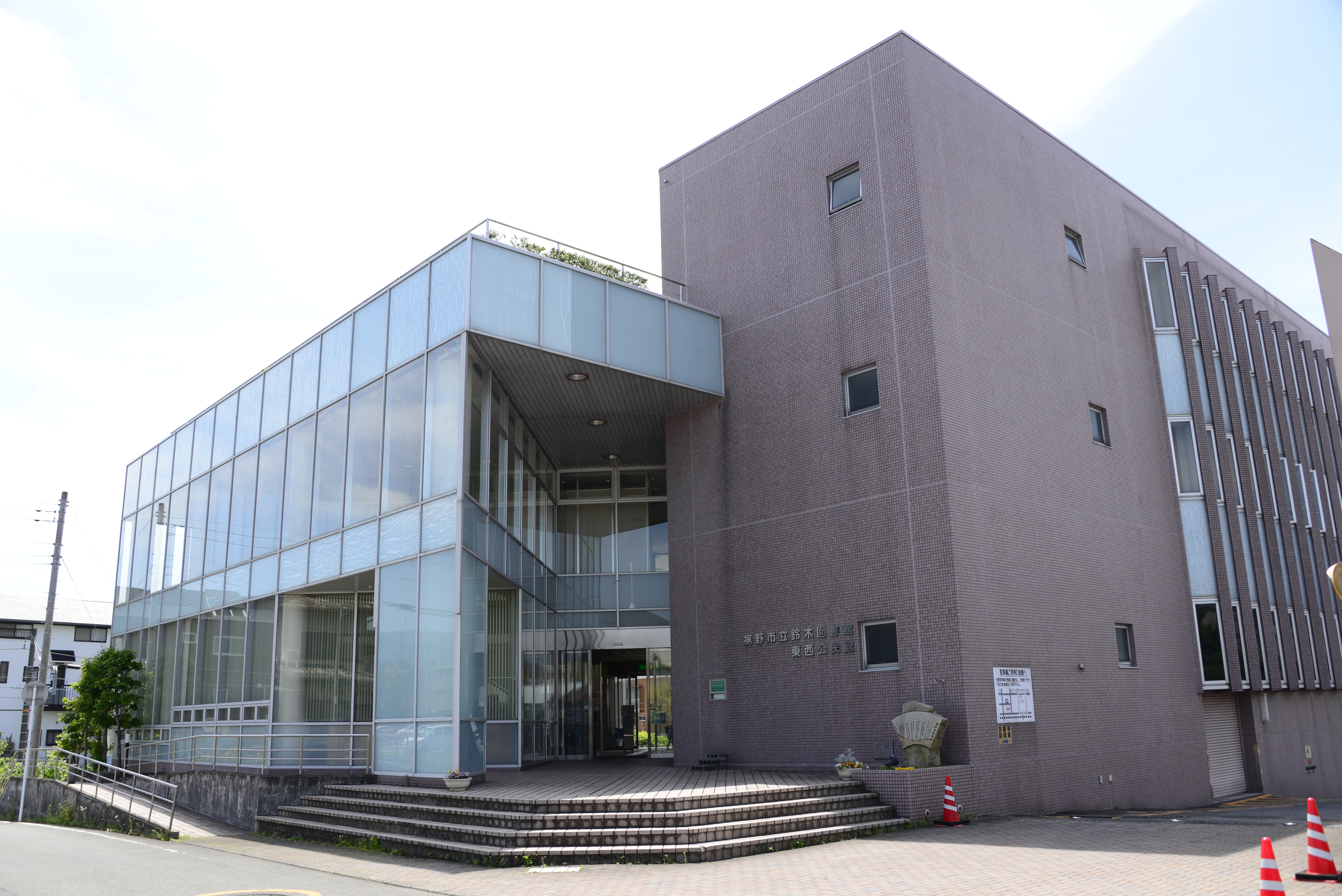
名前が冠された裾野市立鈴木図書館

1887年（明治20年）、静岡県駿東郡小泉村（現・裾野市佐野）出身。1905年（明治38年）、独立して生糸繭の売買業を開始する。その後、商売も順調に進み、沼津に店を持つに至ったが、胃腸疾患・風邪から肺・胸の病気を併発し、3年間に及ぶ闘病生活を余儀なくされた。また、1913年（大正2年）の沼津大火の際には、店だけでなく穀物などの商品を保管してあった倉庫も焼失してしまう。闘病生活の中で、健康回復のため食べていた麦飯に対して感じていた物足りなさをきっかけに、倉庫焼失などによる失意の中、沼津において食糧加工の研究、改良麦製造法の実験に没頭し、「改良麦圧搾機」を完成させる。1919年（大正8年）末より、精麦に関し大量生産工業とすることの必要性を感じ、自動装置の研究に着手する。1924年（大正13年）には、帝国電燈株式会社社長樺島禮吉の賛同を受け、食糧研究株式会社を設立し、同社の常務取締役に就任する（代表取締役社長は樺島）。食糧研究株式会社は、1924年（大正13年）、全自動式連結精麦機を完成させた。この機械の発明により精麦時間は極度に短縮され、明治時代には約15時間を要したものが、加熱圧搾機の発明により3時間となり、全自動式連結器発明により5分となった。
1963年（昭和38年）12月には、故郷の裾野町に青少年育英資金として1億円（現在の価値で約10億円）を寄付した。裾野町は1967年（昭和42年）10月に福祉会館の土地と建物を取得し、財団法人が裾野町鈴木育英図書館を開館させた。1億円の育英基金を提供するにあたり「私の子の希望がかなえられ同時に私の後に続いて奨学金を寄付してくれる人が全国に出れば本望だ」と述べている。

## エピソード
- 19歳のとき3年間の闘病生活を余儀なくされる中で、混食による完全な栄養を考え、「混食による完全な栄養は、その方法宜しきを得れば、不味いものも美味しく食べられる」と生涯一貫して、日本人の栄養改善に尽くしている。[6]
- 晩年、脳軟化症のため入院したが再起の望みがなくなったため、退院したら3日で死ぬというのを押し切って自宅に戻り、水とビールだけで生活していた。[7]

## 発明品
- 加熱式圧搾精麦機 - 1927年に完成させた、麦食を米飯に匹敵し得るまで風味を引き上げる精麦機。麦粒を短時間お湯で洗浄し、不純物を除去した後脱水機にかけてから加熱機に搬入する。風味、消化、保存に優れた麦の加工法となり、全国の市場に行き渡った[1]。
- 木製プロペラ
- 高性能搾油機
- ジュースマシン

## 著書
- 『麥』 1916年（『食糧評論』と改題し1925年まで発行）
- 『米の搗き方』1934年。
- 『日本に食糧不足はない』鈴木糧食研究所、1955年。
- 『国民の健康を中心とした新食糧政策』鈴木糧食研究所、1958年。
- 『健康の革命と農業の革命 : 食物で病気が治る』鈴木糧食研究所、1960年。

## 受賞歴
- 1933年 - 全国発明協会大賞
- 1950年 - 藍綬褒章[8]
- 1961年 - 紫綬褒章
- 1963年 - 裾野町名誉市民
- 1964年 - 従五位勲四等